# Brot-Plamboz
Brot-Plamboz ist eine politische Gemeinde des Kantons Neuenburg in der Schweiz.

## Geographie
Brot-Plamboz liegt auf 1012 m ü. M., 15 km westlich der Kantonshauptstadt Neuenburg (Luftlinie). Das Bauerndorf erstreckt sich am Südostrand des Hochtals Vallée des Ponts im Neuenburger Jura, westlich des Passübergangs La Tourne und am Nordfuss des Solmon.
Die Fläche des 16,1 km² grossen Gemeindegebiets umfasst den östlichen Teil des südlichen Abschnittes des Vallée des Ponts. Die westliche Grenze bildet der Bach Bied. Das Hochtal ist im Bereich von Brot-Plamboz völlig eben und teilweise sumpfig (Marais de Brot). Im Süden verläuft die Grenze über eine leichte Erhebung, die den natürlichen Abschluss des Tales zum Val de Travers bildet. Im Südosten reicht der Gemeindeboden auf die bewaldete Krete des Solmon (1263 m ü. M.) und im Osten auf die Höhe der Montagne de Plamboz im Bereich des Passes La Tourne. Hier befinden sich ausgedehnte Jurahochweiden mit den typischen mächtigen Fichten, die entweder einzeln oder in Gruppen stehen. Ein schmaler Streifen des Gebietes erstreckt sich weit nach Nordosten und umfasst dabei die östlich des Bied gelegene Ebene des Vallée des Ponts und den östlich angrenzenden Hang der Antiklinale des Mont Racine. Der höchste Punkt von Brot-Plamboz befindet sich mit 1270 m ü. M. am Westhang des Mont Racine. Von der Gemeindefläche entfielen 1997 3 % auf Siedlungen, 28 % auf Wald und Gehölze, 68 % auf Landwirtschaft, und etwas weniger als 1 % war unproduktives Land.
Die Gemeinde Brot-Plamboz besteht aus den Dörfern Brot-Dessus (1012 m ü. M.) und Plamboz (1017 m ü. M., am Westfuss des Mont Racine) sowie den Weilern Vers chez les Brandt (1008 m ü. M.), Les Petits Ponts (1007 m ü. M.), alle entlang der Strasse am Ostrand des Vallée des Ponts, und Le Joratel (1022 m ü. M.) am Südrand des Hochtals. Daneben gehören weit verstreut über die Jurahöhen zahlreiche Einzelhöfe zu Brot-Plamboz. Nachbargemeinden von Brot-Plamboz sind Les Ponts-de-Martel, Val-de-Travers, Rochefort, Val-de-Ruz und La Sagne.

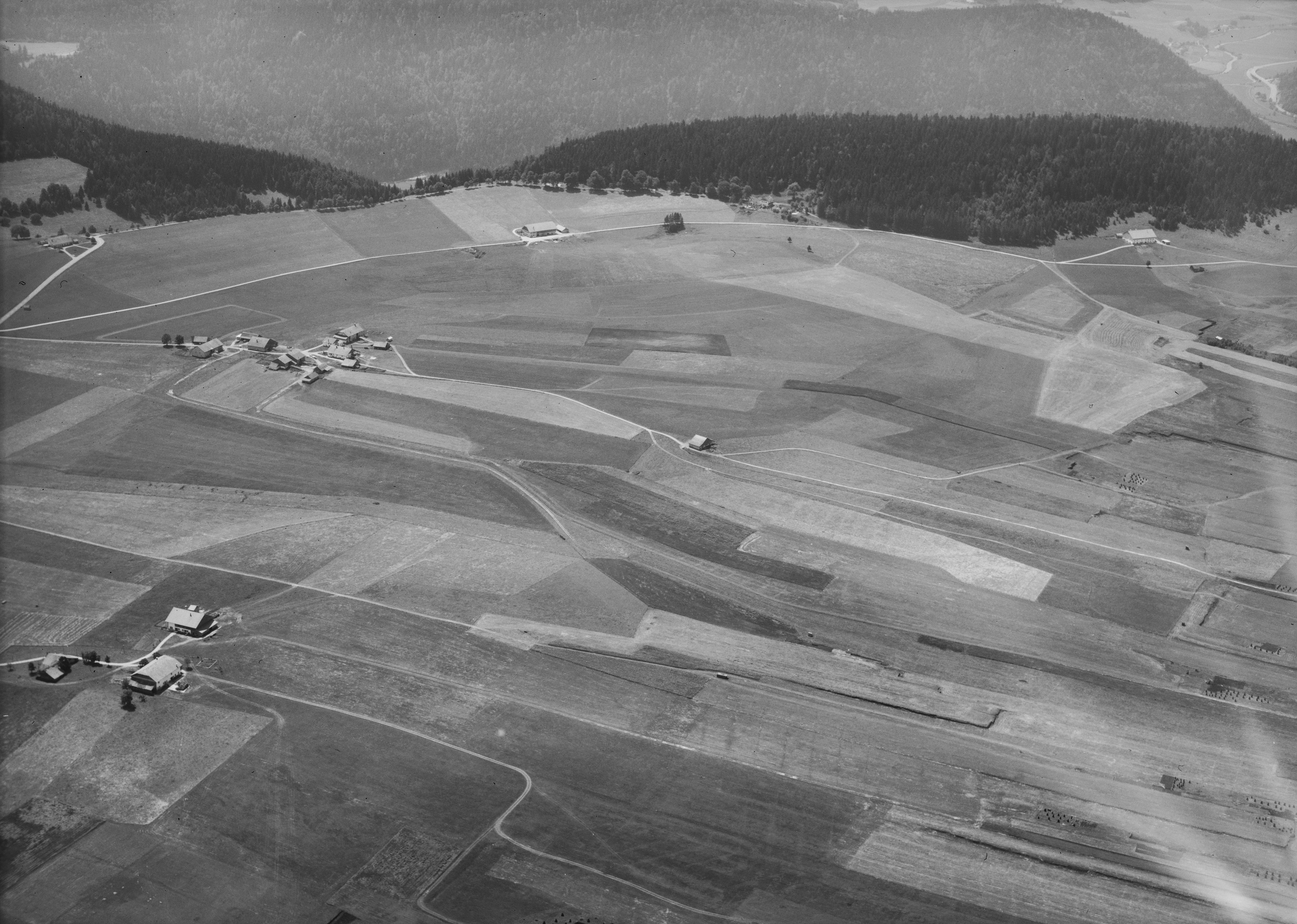
Historisches Luftbild von Werner Friedli von 1964

## Bevölkerung
Mit 294 Einwohnern (Stand 31. Dezember 2023) gehört Brot-Plamboz zu den kleinen Gemeinden des Kantons Neuenburg. Von den Bewohnern sind 99,2 % französischsprachig und 0,8 % deutschsprachig (Stand 2000). Die Bevölkerungszahl von Brot-Plamboz nahm von 1880 (391 Einwohner) bis 1990 (237 Einwohner) ab, seither ist wieder eine leichte Zunahme zu verzeichnen.

## Politik
Die Stimmenanteile der Parteien anlässlich der Nationalratswahl 2023 betrugen: SVP 43,4 % (+13,0 %), FDP 33,9 % (+2,0 %), SP 5,9 % (+0,4 %), PoP 4,5 % (−5,6 %), GPS 4,5 % (−4,9 %), EDU 3,0 % (+3,0 %), glp 1,7 % (−2,5 %), Mitte 1,1 % (−7,5 %).

## Wirtschaft
Brot-Plamboz ist bis heute ein hauptsächlich durch die Landwirtschaft geprägtes Dorf, wobei Viehzucht und Milchwirtschaft sowie Käseherstellung überwiegen. Während des 19. Jahrhunderts verdienten sich zahlreiche Einwohner ihr Geld in der Uhrenherstellung. Seit dem 18. Jahrhundert wurde in den Moorgebieten des Vallée des Ponts Torf gestochen; 1991 wurde der Torfabbau eingestellt. Einziger Industriebetrieb ist ein Drainagewerk, das in der gesamten Schweiz Aufträge ausführt.

## Verkehr
Die Gemeinde liegt abseits der grösseren Durchgangsstrassen an einer Kantonsstrasse vom Val de Travers nach La Chaux-de-Fonds. Der Weiler Les Petits Ponts befindet sich am Kreuzungspunkt dieser Strasse mit der Hauptstrasse von Neuenburg via Les Ponts-de-Martel nach Le Locle. Les Petits Ponts wird durch den Postautokurs von Neuenburg nach Le Locle bedient, die anderen Weiler sind nicht an das Netz des öffentlichen Verkehrs angeschlossen.

## Geschichte
Der Ortsname Broch wird bereits im Jahr 998 erstmals erwähnt. Er ist vermutlich auf das altfranzösische Wort broc (Felssporn) zurückzuführen. Brot-Dessus bildete zusammen mit Brot-Dessous das Gemeinwesen Brot, das im Mittelalter zur Herrschaft Boudry gehörte. Im frühen 14. Jahrhundert kam diese an die Grafschaft Neuenburg. Seit 1648 war Neuenburg Fürstentum und ab 1707 durch Personalunion mit dem Königreich Preussen verbunden. 1806 wurde das Gebiet an Napoleon I. abgetreten und kam 1815 im Zuge des Wiener Kongresses an die Schweizerische Eidgenossenschaft, wobei die Könige von Preussen bis zum Neuenburgerhandel 1857 auch Fürsten von Neuenburg blieben.
Ab 1848 gehörte Brot zum Bezirk Boudry. 1875 schloss sich die im Vallée des Ponts gelegene Gemeinde Brot-Dessus mit Plamboz zur neuen Gemeinde Brot-Plamboz zusammen. Die Gemeinde besitzt keine eigene Kirche, sie gehört seit 1685 zur Pfarrei Les Ponts-de-Martel. 1922 wechselte ein Gebiet von 336 Hektaren beim Weiler Le Joratel von Les-Ponts-de-Martel zu Brot-Plamboz.